# 14-та армія (США)
14-та а́рмія США (англ. Fourteenth United States Army) — хибне військове об'єднання армії США, фіктивна польова армія американських Збройних сил за часи Другої світової війни. На фоні проведення союзниками підготовчих заходів з введення противника в оману стосовно дійсного напрямку зосередження основних сил під час вторгнення союзних військ у Нормандії та низкою інших дезінформаційних операцій мала за мету відволікти увагу командування Вермахту від дійсного наміру та спровокувати розпорошення сил.

## Склад сил
До складу фіктивної армії були включені хибні та чинні формування для того щоб ввести керівництво Третього Рейху в оману.
 14-та армія США (фіктивна — Літл-Валтгам)
 9-та повітряно-десантна дивізія (фіктивна — Лестер)
 21-ша повітряно-десантна дивізія (фіктивна — Фалбек)
 XXXIII-й армійський корпус (фіктивний — штаб-квартира Бері-Сент-Едмендс)
 11-та піхотна дивізія (фіктивна — Бері-Сент-Едмендс)
 48-ма піхотна дивізія (фіктивна — Вудбрідж)
 25-та бронетанкова дивізія (фіктивна — Дерегам)
XXXVII-й армійський корпус (фіктивний — штаб-квартира Челмсфорд)
 17-та піхотна дивізія (фіктивна — Гатфілд-Певерель)
 59-та піхотна дивізія (фіктивна — Іпсвіч)